# محمود الكويتي
الفنان محمود الكويتي (1904 - 16 يوليو 1982) عن عمر 78 سنة  ، مغن كويتي.

## عن حياته
اسمه الاصلي محمود عبد الرزاق النقي ، بدأ الغناء وهو بعمر العشرين عاما، وقد عمل بإذاعة الكويت منذ افتتاحها في عام 1951 ، حينها سجل أربع أسطوانات في بغداد وستة أسطوانات في الهند ، وغنى أكثر من 200 أغنية من تلحينه، وكان يغني بالغناء الشعبي مستخدما الصوت والسامري.

## أول اسطوانه
سجل أول أسطوانة له في الهند في عام 1929 في مدينة مومباي  ، وكانت أشهر أغانيه هي (العيد هل هلاله) التي طالما ارتبطت بإعلان يوم العيد في الكويت.

## كتب أصدرت عنه
- محمود الكويتي عاشق آلة العود والنغم والوتر، صالح الغريب.